# Beris similis
Beris similis är en tvåvingeart som först beskrevs av Forster 1771.  Beris similis ingår i släktet Beris och familjen vapenflugor. Inga underarter finns listade i Catalogue of Life.